# Michał Nagrodzki
Michał Nagrodzki herbu Lubicz (ur. XVII w., zm. XVIII w.) – polski prawnik, pisarz sądu referendarskiego (1718–1732), sekretarz królewski.
W 1718 został zaprzysiężony na urząd pisarza sądu referendarskiego i piastował swój urząd do 1732. W 1727 wszedł w skład komisji powołanej do podsumowania zakupów gruntów warszawskich przez króla Augusta II. 